# Nosema apis
Nosema apis – gatunek organizmów żywych z grupy Microsporidia. Jest to pasożyt jelita środkowego pszczół, czasem też cewek Malpighiego. Występuje przede wszystkim na obszarach intensywnej hodowli pszczół miodnych, w Polsce spotykany rzadziej.

## Systematyka
Pozycja w klasyfikacji według Index Fungorum: Nosema, Nosematidae, Dissociodihaplophasida, Dihaplophasea, Microsporea, Incertae sedis, Microsporidia, Protozoa.

## Charakterystyka
Zarażenie tym pasożytem następuje po zjedzeniu spor. W świetle jelita cienkiego następuje uwolnienie amebuli (formy inwazyjnej) z cysty, a następnie atak na komórki nabłonka jelita.  Nowe cysty po procesie rozmnażania wydostają się na zewnątrz wraz z kałem.
Zobacz też
- Nosemoza